# Cernik
Cernik es un municipio de Croacia en el condado de Brod-Posavina.

## Geografía
Se encuentra a una altitud de 165 m s. n. m. a 149 km de la capital nacional, Zagreb.

## Demografía
En el censo 2011 el total de población del municipio fue de 3 640 habitantes, distribuidos en las siguientes localidades:
- Baćin Dol -  381
- Banićevac -  223
- Cernik -  1 607
- Giletinci - 268
- Golobrdac -  0
- Opatovac - 332
- Opršinac -  0
- Podvrško -  294
- Sinlije -  0
- Šagovina Cernička -  312
- Šumetlica - 223

| Gráfica de población de Cernik 1857-2011                            |
|                                                                     |
| Según los censos de población de la oficina estadística de Croacia. |